# ピバンピシリン
ピバンピシリン（英：Pivampicillin）はアンピシリンのピバロイルオキシメチルエステルである。プロドラッグで、アンピシリンに比べて親油性が高いため、アンピシリンの経口バイオアベイラビリティを高めると考えられている。

## 副作用
ピバンピシリン、ピブメシリナム、セフジトレンピボキシルなどの体内で分解されるとピバル酸を放出するプロドラッグは、カルニチン濃度を低下させることが古くから知られている 。この効果は薬物そのものによるものではなく、ピバル酸がカルニチンと抱合体を形成して体外に排出されることによるものがほとんどである。これらの薬剤を短期間使用すると、カルニチンの血中濃度が著しく低下することがあるが 、臨床的な意義はほとんどない 。しかし、長期使用は推奨されない。

## 利用状況
世界的には、ピバンピシリンはデンマークでのみ入手可能で、PharmaCoDaneからPondocillin®として、またはLEO Pharma社らMiraxid®として販売されている。